# Neuf-Église
Neuf-Église est une commune française située dans le département du Puy-de-Dôme, en région Auvergne-Rhône-Alpes.

## Géographie

### Localisation
Neuf-Église est située au nord-ouest du département du Puy-de-Dôme. Ses communes limitrophes sont :
| Youx             |             | Menat    |
| Teilhet          | Neuf-Église |          |
| Sainte-Christine |             | Lisseuil |

### Climat
Pour des articles plus généraux, voir Climat d'Auvergne-Rhône-Alpes et Climat du Puy-de-Dôme.
En 2010, le climat de la commune est de type climat océanique dégradé des plaines du Centre et du Nord, selon une étude du Centre national de la recherche scientifique s'appuyant sur une série de données couvrant la période 1971-2000. En 2020, Météo-France publie une typologie des climats de la France métropolitaine dans laquelle la commune est exposée à un climat de montagne ou de marges de montagne et est dans la région climatique Ouest et nord-ouest du Massif Central, caractérisée par une pluviométrie annuelle de 900 à 1 500 mm, maximale en automne et en hiver.
Pour la période 1971-2000, la température annuelle moyenne est de 10,1 °C, avec une amplitude thermique annuelle de 15,8 °C. Le cumul annuel moyen de précipitations est de 836 mm, avec 11,1 jours de précipitations en janvier et 7,2 jours en juillet. Pour la période 1991-2020, la température moyenne annuelle observée sur la station météorologique de Météo-France la plus proche, « Saint-Gervais-d'Auvergne », sur la commune de Saint-Gervais-d'Auvergne à 9 km à vol d'oiseau, est de 9,8 °C et le cumul annuel moyen de précipitations est de 825,6 mm,. Pour l'avenir, les paramètres climatiques de la commune estimés pour 2050 selon différents scénarios d'émission de gaz à effet de serre sont consultables sur un site dédié publié par Météo-France en novembre 2022.

## Urbanisme

### Typologie
Au 1er janvier 2024, Neuf-Église est catégorisée commune rurale à habitat très dispersé, selon la nouvelle grille communale de densité à sept niveaux définie par l'Insee en 2022.
Elle est située hors unité urbaine. Par ailleurs la commune fait partie de l'aire d'attraction de Saint-Éloy-les-Mines, dont elle est une commune de la couronne,. Cette aire, qui regroupe 15 communes, est catégorisée dans les aires de moins de 50 000 habitants,.

### Occupation des sols
L'occupation des sols de la commune, telle qu'elle ressort de la base de données européenne d’occupation biophysique des sols Corine Land Cover (CLC), est marquée par l'importance des territoires agricoles (68,9 % en 2018), en diminution par rapport à 1990 (70,3 %). La répartition détaillée en 2018 est la suivante : zones agricoles hétérogènes (46,1 %), forêts (29,4 %), prairies (22,8 %), zones urbanisées (1,7 %). L'évolution de l’occupation des sols de la commune et de ses infrastructures peut être observée sur les différentes représentations cartographiques du territoire : la carte de Cassini (XVIIIe siècle), la carte d'état-major (1820-1866) et les cartes ou photos aériennes de l'IGN pour la période actuelle (1950 à aujourd'hui).

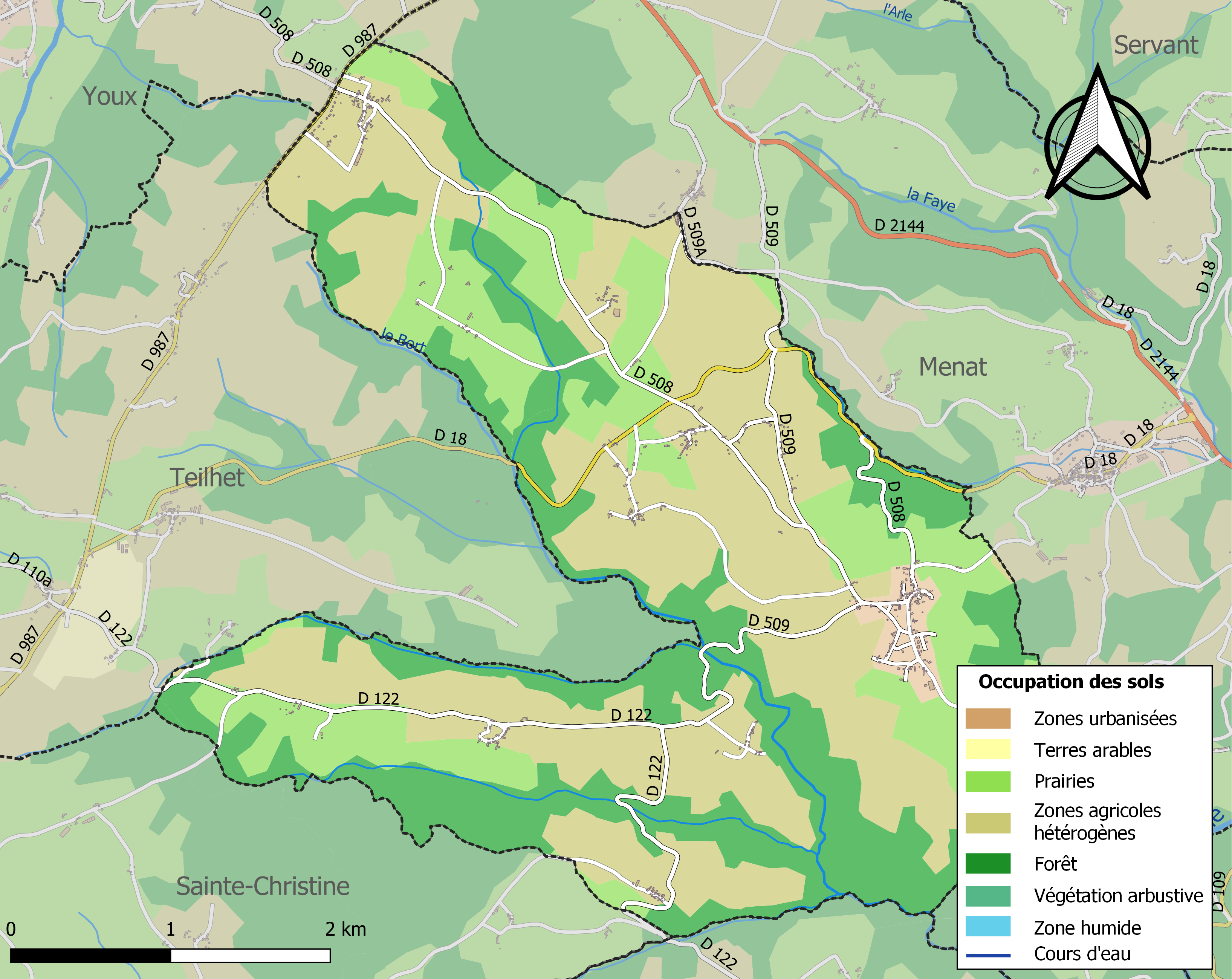
Carte des infrastructures et de l'occupation des sols de la commune en 2018 (CLC).

### Hameaux
La commune de Neuf-Église se compose des hameaux suivants :
- les Terrasses
- les Javions
- Barboiron
- les Chers
- les Fougeroux
- Chamoissoux
- les Beauforts
- la Sence
- le Piogat
- le Soup
- les Sacoutis
- les Chabriots
- Bray.

## Toponymie
Neu-Glise (prononcé « Neu Yize », en somme « L'église neuve ») en bourbonnais croissantais local. La commune fait, en effet, partie de l'aire linguistique du Croissant, zone où la langue est de transition entre l'occitan et la langue d'oïl.

## Histoire
Au Moyen Âge, la paroisse de Neuf-Église englobait les hameaux qui font aujourd'hui partie des communes de Neuf-Église et de Menat. Le curé desservant l'église Saint-André de Neuf-Église, reconstruite au XVe siècle (d'où l'origine probable du nom de la commune), avait un vicaire chargé de la chapelle Saint-Pierre de Menat. À Menat, le monastère avec son église abbatiale était indépendant de la paroisse.
Le territoire de Neuf-Église dépendait de plusieurs seigneuries :
- Une grande partie était comprise dans le fief du seigneur-abbé de Menat qui avait le droit de haute et basse justice.
- À l'ouest c'était le fief des Fougeroux.
- Au sud du bourg, le fief de la famille Chauvigny de Blot (seigneurs de Château-Rocher et Chouvigny) dont une branche avait construit le manoir de Château-Guillon au-dessus du bourg.
- À la lisière de la forêt des Chabriots s'élevait le château des Bandits, une forteresse ruinée servant de repaire aux faux-sauniers, la région se trouvant à la limite des pays de grande gabelle et de l'Auvergne, pays rédimé.

À la formation des communes en 1790, Neuf-Église et Menat sont réunies en une seule commune - « Menat » -  mais la mésentente perpétuelle des deux sections pousse Neuf-Église à demander son indépendance. Le processus administratif fut long, mais grâce à l'appui d'Henri Lecoq, savant géologue et doyen de la faculté des sciences de Clermont-Ferrand, propriétaire et conseiller municipal de la commune, l'affaire aboutit en 1883 bien après son décès. C'est son neveu, aussi nommé Henri Lecoq, qui fut le premier maire de Neuf-Église.
Le bourg dont les habitants entouraient l'église et la fontaine Saint-Roch (nouveau patron de l'église), se déplaça sur le plateau. Dès la fin du XIXe siècle et au XXe siècle les habitants construisirent leurs maisons autour du grand communal des chaumes. Un nouveau bâtiment pour l'école et la mairie y fut construit en 1900.

## Politique et administration

### Découpage territorial

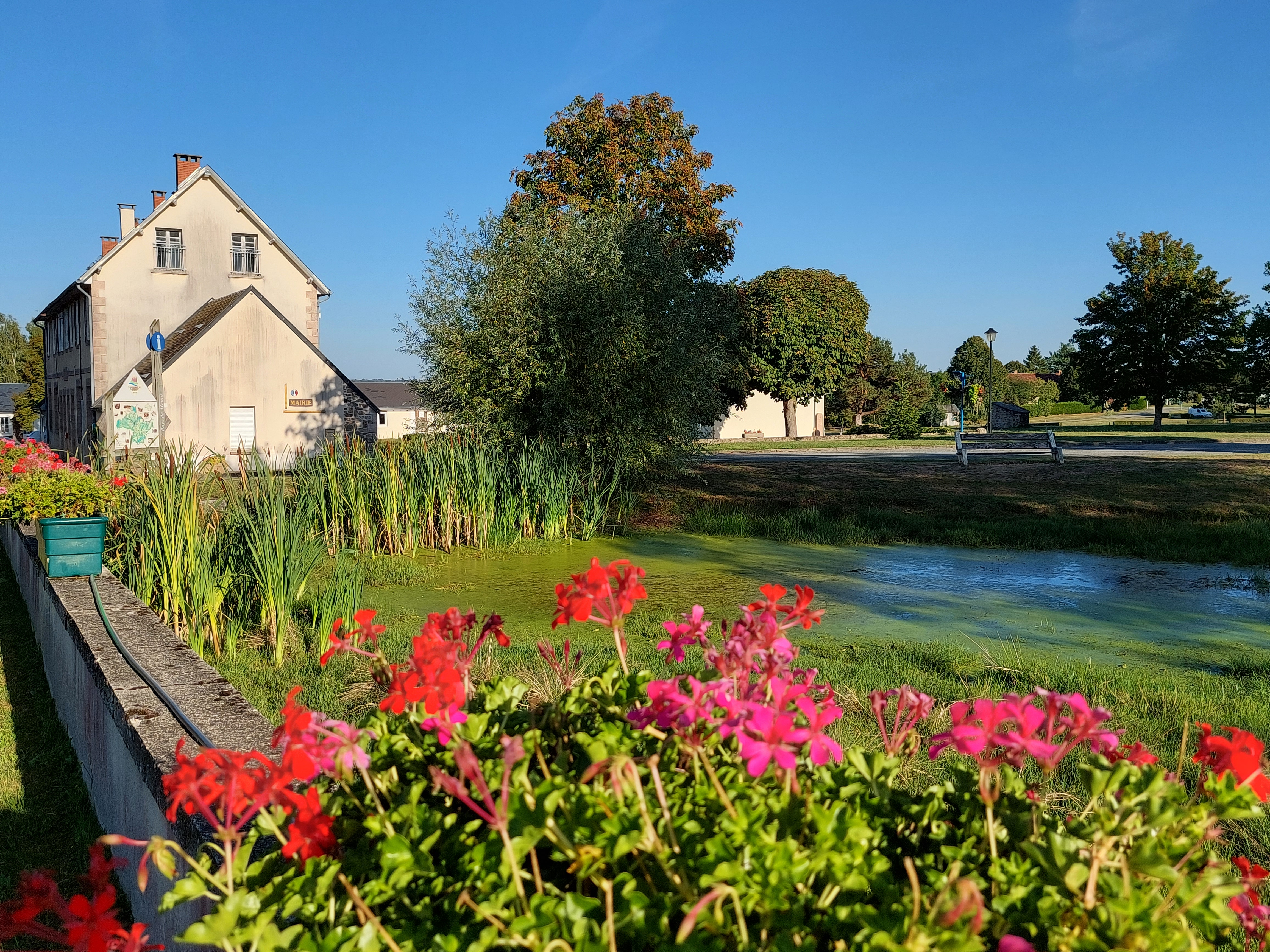
La mairie

La commune de Neuf-Église est membre de la communauté de communes du Pays de Saint-Éloy, un établissement public de coopération intercommunale (EPCI) à fiscalité propre créé le 1er janvier 2017 dont le siège est à Saint-Éloy-les-Mines. Ce dernier est par ailleurs membre d'autres groupements intercommunaux. Jusqu'en 2016, elle était membre de la communauté de communes du Pays de Menat.
Sur le plan administratif, elle est rattachée à l'arrondissement de Riom, à la circonscription administrative de l'État du Puy-de-Dôme et à la région Auvergne-Rhône-Alpes. Elle faisait partie du canton de Menat jusqu'en mars 2015.
Sur le plan électoral, elle dépend du canton de Saint-Éloy-les-Mines pour l'élection des conseillers départementaux, depuis le redécoupage cantonal de 2014 entré en vigueur en 2015, et de la deuxième circonscription du Puy-de-Dôme pour les élections législatives, depuis le dernier découpage électoral de 2010 (sixième circonscription avant 2010).

### Élections municipales et communautaires

#### Élections de 2020
Le conseil municipal de Neuf-Église, commune de moins de 1 000 habitants, est élu au scrutin majoritaire plurinominal à deux tours avec candidatures isolées ou groupées et possibilité de panachage. Compte tenu de la population communale, le nombre de sièges à pourvoir lors des élections municipales de 2020 est de 11. La totalité des candidats en lice a été élue dès le premier tour, le 15 mars 2020, avec un taux de participation de 58,27 %.

#### Chronologie des maires
| Période                                  | Période                         | Identité                 | Étiquette | Qualité |
| ---------------------------------------- | ------------------------------- | ------------------------ | --------- | --- |
| Les données manquantes sont à compléter. |                                 |                          |           | |
| 1883                                     | † 1930                          | Henri Lecoq              |           | Dessinateur, premier maire de la commune, conseiller général du canton de Menat de 1889 à 1930, neveu du botaniste Henri Lecoq |
| mars 1959                                | juin 1995                       | Armand Mansat            | PCF       | Retraité - conseiller général du canton de Menat (1970-1988)                                                                   |
| juin 1995                                | mars 2014                       | Serge Laforêt            | PCF       | Retraité |
| mars 2014 (réélue en 2020)               | En cours (au 29 septembre 2021) | Karine Bournat Gonzalez, | DVG       | Secrétaire |

## Population et société

### Démographie
Comme Neuf-Église était une section de la commune de Menat jusqu'à son indépendance en 1883, aucune donnée n'est disponible avant le recensement de 1886.
Entre les recensements de 1881 et 1886, la commune de Menat perdit 719 habitants à cause de la scission. On peut donc estimer que la section de Neuf-Église représentait environ 35 % de la population communale.

L'évolution du nombre d'habitants est connue à travers les recensements de la population effectués dans la commune depuis 1886. Pour les communes de moins de 10 000 habitants, une enquête de recensement portant sur toute la population est réalisée tous les cinq ans, les populations de référence des années intermédiaires étant quant à elles estimées par interpolation ou extrapolation. Pour la commune, le premier recensement exhaustif entrant dans le cadre du nouveau dispositif a été réalisé en 2007.

En 2022, la commune comptait 320 habitants, en évolution de +8,84 % par rapport à 2016 (Puy-de-Dôme : +2,1 %, France hors Mayotte : +2,11 %).
| 1886 | 1891 | 1896 | 1901 | 1906 | 1911 | 1921 | 1926 | 1931 |
| ---- | ---- | ---- | ---- | ---- | ---- | ---- | ---- | ---- |
| 797  | 793  | 801  | 827  | 834  | 839  | 740  | 664  | 624  |

| 1936 | 1946 | 1954 | 1962 | 1968 | 1975 | 1982 | 1990 | 1999 |
| ---- | ---- | ---- | ---- | ---- | ---- | ---- | ---- | ---- |
| 601  | 552  | 502  | 485  | 425  | 337  | 304  | 281  | 272  |

| 2006 | 2007 | 2012 | 2017 | 2022 | - | - | - | - |
| ---- | ---- | ---- | ---- | ---- | - | - | - | - |
| 285  | 287  | 304  | 291  | 320  | - | - | - | - |

## Culture locale et patrimoine

### Lieux et monuments

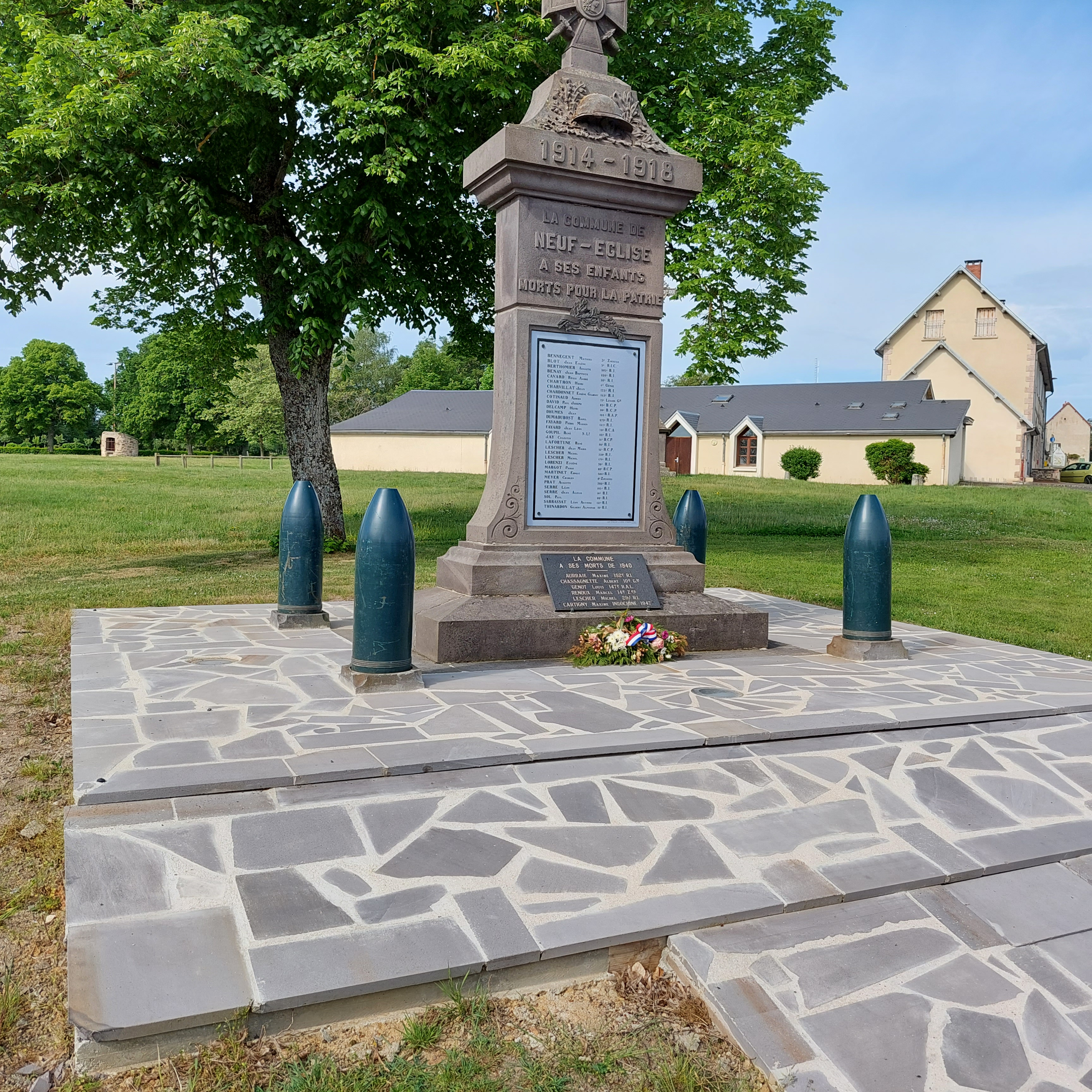
Le monument aux Morts

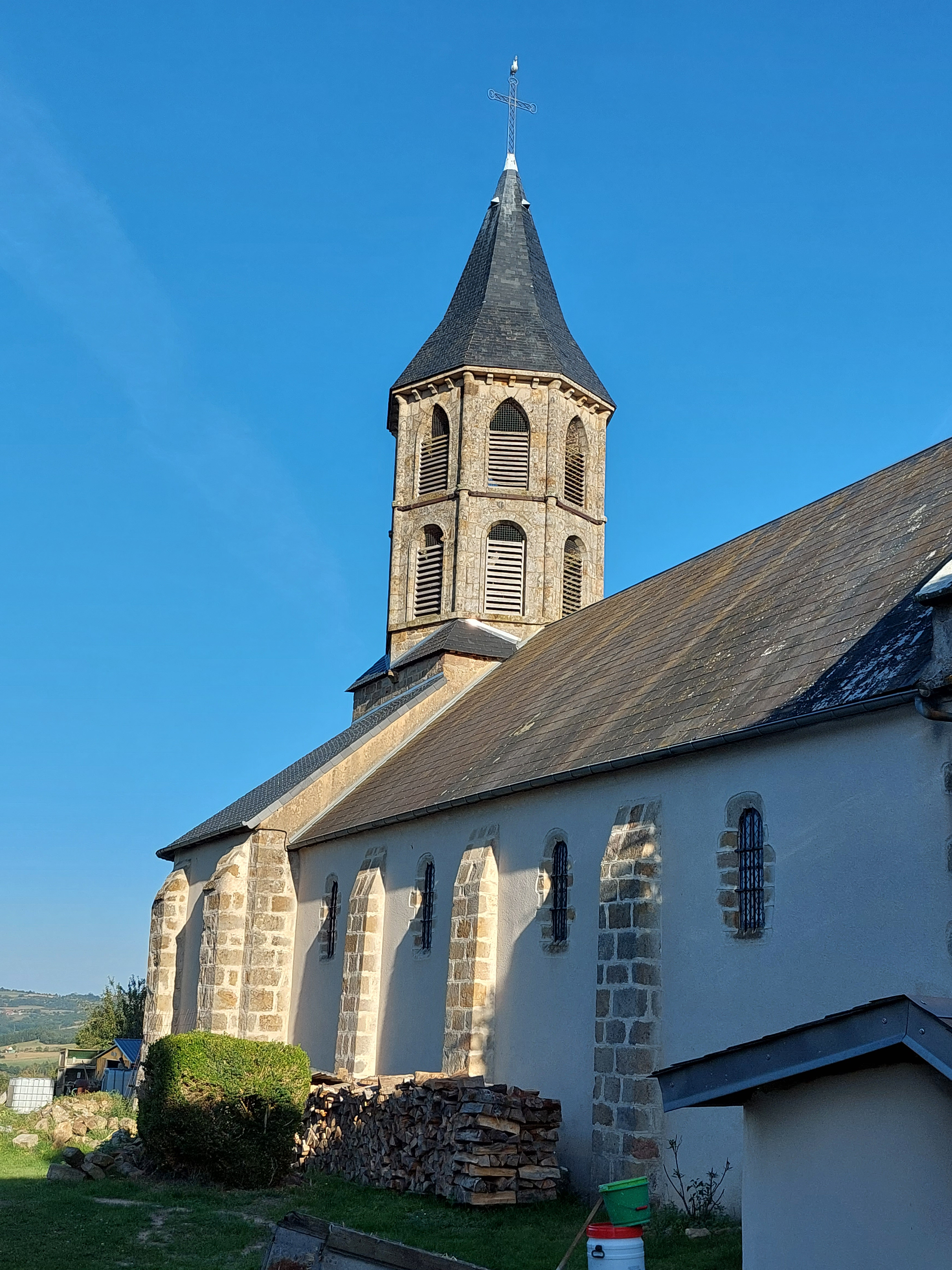
L'église

- Église Saint-André.
- Fontaine Saint-Roch.

### Personnalité liée à la commune
- Henri Lecoq, botaniste.